# Van de Passe (famiglia)

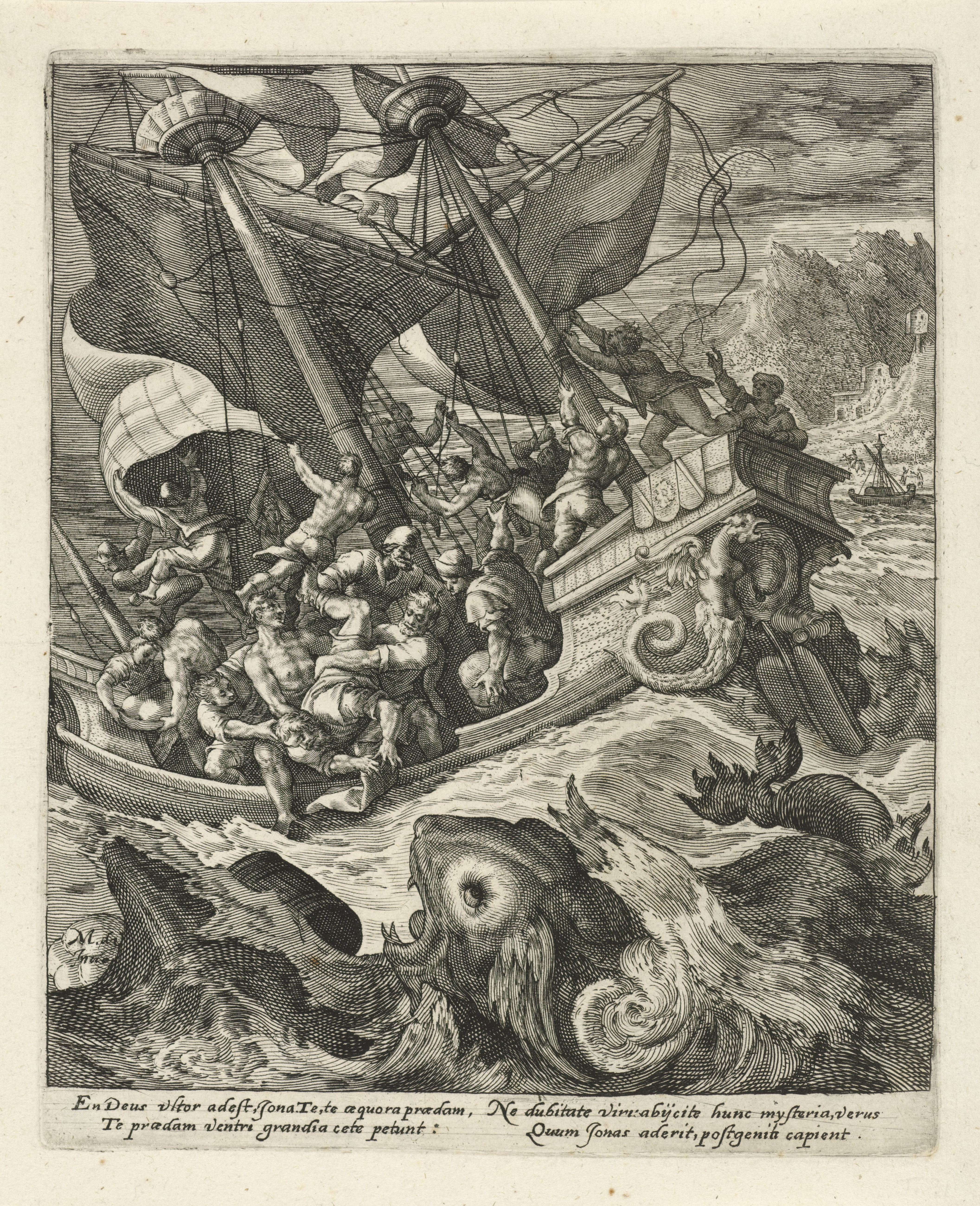
Incisione di Crispijn van de Passe il Vecchio da Maarten de Vos, Gionata gettato fuori bordo.

La famiglia Van de Passe fu una dinastia di incisori olandesi.

## Capostipite
Crispijn I, noto come il Vecchio (circa 1564, Arnemuiden - 6 marzo 1637, Utrecht), era incisore olandese che fondò la dinastia. Iniziò la sua carriera ad Anversa, lavorò a Utrecht, Amsterdam, Colonia – dove nacquero i suoi figli –  e si trasferì poi a Parigi. Una delle sue prime opere fu il ritratto del filosofo belga Giusto Lipsio (1547-1606) nel 1587. Nel 1588 realizzò una serie di 46 illustrazioni della Bibbia a partire da alcuni disegni di Maarten de Vos (1532 - 1603). La maggior parte delle sue stampe sono ritratti, illustrazioni e copertine di libri, come "Le metamorfosi" di Ovidio o "L'istruzione del re" (Luigi XIII). Come altre dinastie di incisori che esistevano all'epoca, il loro stile è molto difficile da identificare a causa dell'assenza di una firma, data o luogo. Alcuni dei loro discendenti hanno creato le loro opere, che sono durate.

## Discendenti
- Crispijn II, chiamato il Giovane, figlio di Crispin il Vecchio (Colonia, c. 1593 - Amsterdam, c. 1670), fu attivo a Utrecht, Amsterdam e Parigi.[2]
- Simon, figlio di Crispin il Vecchio (Colonia, c. 1594 - Copenaghen, 1647) fu attivo a Londra (al servizio della famiglia reale), Utrecht e Copenaghen. Realizzò numerosi ritratti e incisioni di soggetto religioso.[2]
- Magdalena, figlia di Crispin il Vecchio (Colonia, 1600 - Utrecht, 1639) realizzò incisioni a tema mitologico e religioso.[2]
- Willem, figlio di Crispijn il Vecchio
- Crispijn III, figlio di Willem e nipote di Crispin il Vecchio

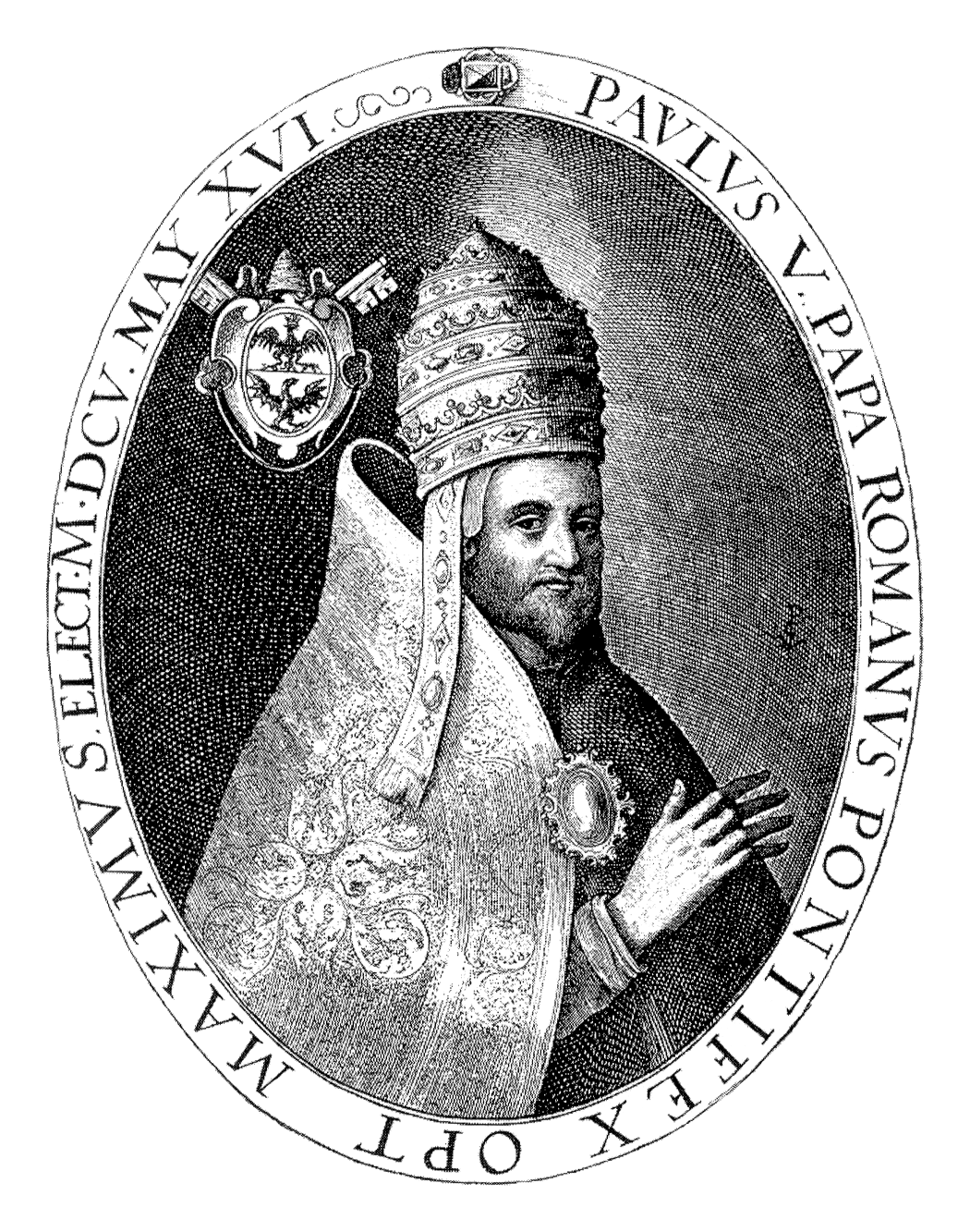
Papa Paolo V di Crispijn il Vecchio
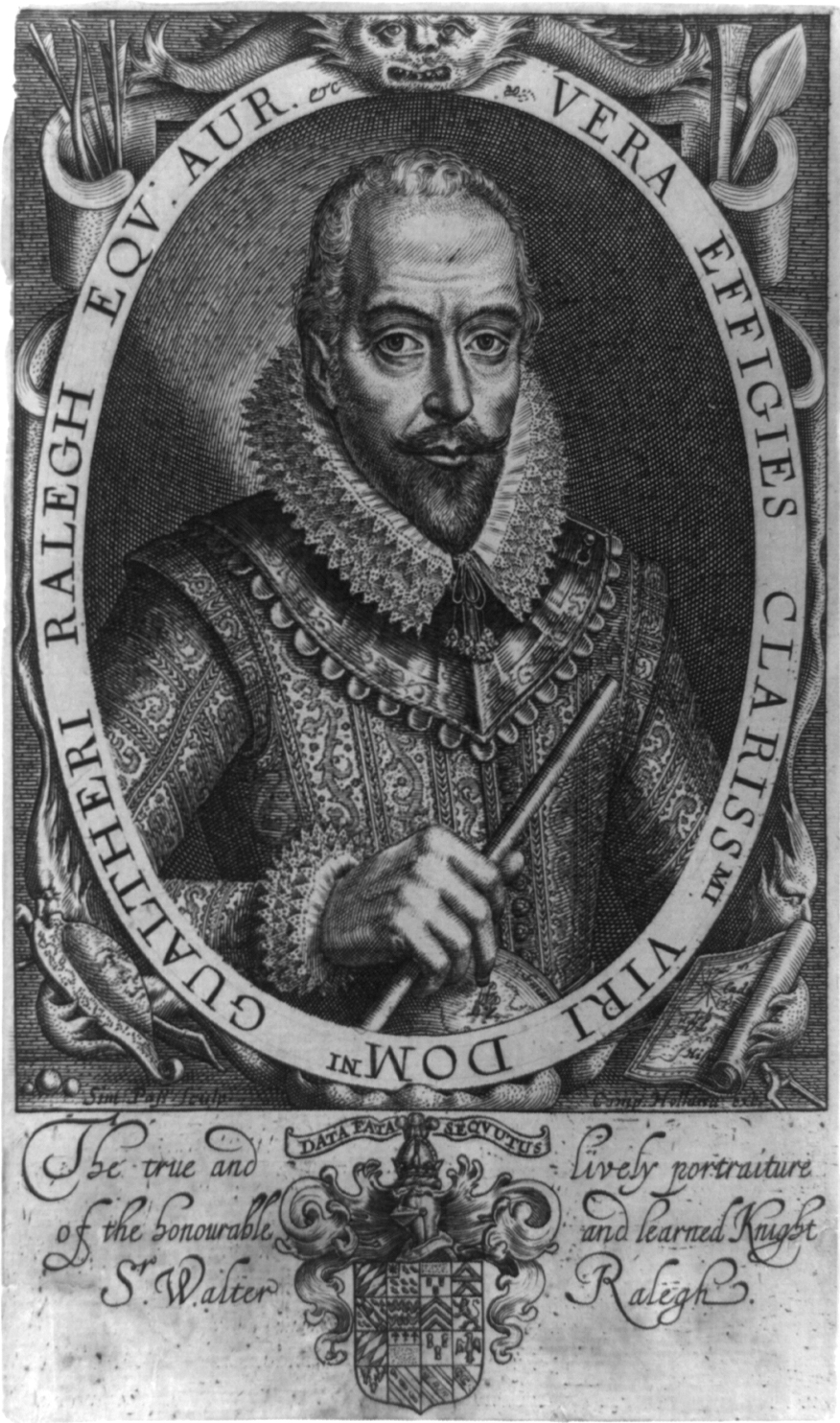
Sir Walter Raleigh di Simon van de Passe
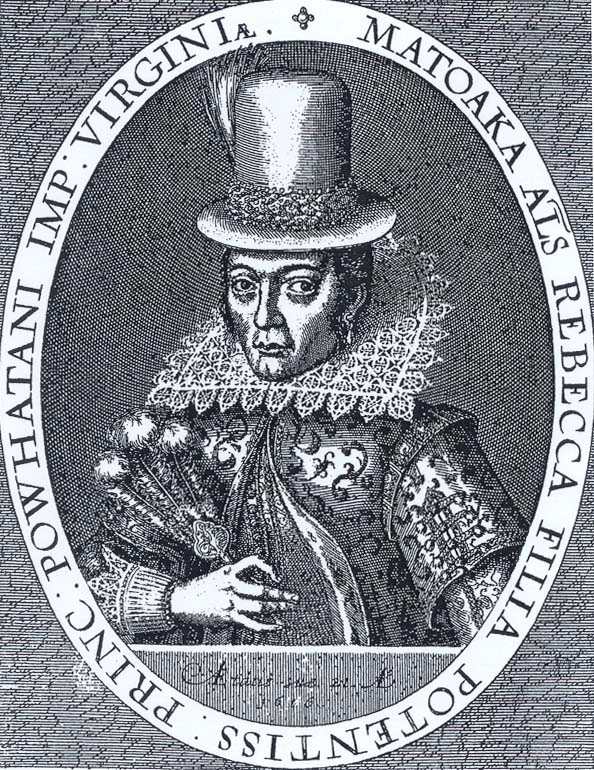
Pocahontas di Simon van de Passe